# Natalja Zujeva
Natalja Vladimirovna Zujeva (ryska: Наталья Владимировна Зуева), född den 10 oktober 1988 i Belgorod i Ryska SFSR (nu Ryssland), är en rysk gymnast.
Hon tog OS-guld i rytmisk gymnastik för trupper i samband med de olympiska gymnastiktävlingarna 2008 i Peking.